# Diann Roffe
Diann Roffe, född den 24 mars 1967 i Warsaw, New York, är en amerikansk utförsåkare.
Hon tog OS-silver i damernas storslalom i samband med de olympiska utförstävlingarna 1992 i Albertville.
Därefter tog hon OS-guld i damernas super-G i samband med de olympiska utförstävlingarna 1994 i Lillehammer.